# Mobilize (марка)
Mobilize — бренд французского автопроизводителя Renault, созданный в 2021 году. Используется во Франции, Германии, Испании, Великобритании и Марокко.

## История
Бреед Mobilize был запущен в январе 2021 года в рамках более масштабной реорганизации деятельности Renault. Он был создан для развития каршеринга и других нишевых направлений бизнеса, а также выпуска электромобилей.
Первой моделью Mobilize стал электромобиль EZ-1. Чуть позже компания Renault интегрировала свой бизнес по обмену электромобилями Zity. Первым серийным автомобилем стал Mobilize Limo, который был представлен во второй половине 2022 года.
В октябре 2022 года была анонсирована сеть быстрой зарядки электромобилей Mobilize Fast Charge с планами создания 200 станций к середине 2024 года.
В июле 2023 года дочерняя компания Mobilize Financial Services, Mobilize Lease&co, объявила о приобретении двух немецких компаний, входящих в MeinAuto Group, Mobility Concept и MeinAuto.
В августе 2023 года Mobilize приобрела долю в Select Car Leasing, британской лизинговой компании.

## Услуги
- Zity: служба каршеринга в Париже, Лионе, Мадриде и Милане[21].
- Bipi: услуга подписки на автомобиль[22].

## Модельный ряд
- Mobilize Limo (2023 — настоящее время)[23]
- Mobilize Duo/Bento (2024 — настоящее время)[24][25][26][27][28][29][30][31][32]
- Mobilize Solo Concept
- Mobilize Hippo[33][34][35][36]